# 柳沢安吉
柳沢 安吉（やなぎさわ やすよし）は、江戸時代前期の旗本。通称は信文、のち孫左衛門。柳沢信俊の三男。母は石原昌明の娘。
安吉の致仕後、長男の信安が既に没していたため、孫の時憲が家督を継いだ。
江戸幕府5代将軍徳川綱吉の元で側用人として活躍した柳沢吉保は、弟・安忠の子である。

## 年表
※日付は旧暦
- 慶長18年（1613年） - 将軍徳川秀忠に初御目見え。160石を与えられる
- 慶長19年（1614年） - 大坂冬の陣に供奉。その最中に父・信俊が病死したため帰還後、家督相続（230石）。先に得た160石は弟安忠に与える
- 元和8年（1622年） - 徳川忠長に仕える。忠長改易の後は浪人となる
- 寛永17年（1640年） - 幕府に再出仕を命じられ、富士見宝蔵番となる
- 寛永18年（1641年）11月15日 - 知行地を下総国匝瑳郡に移される
- 寛永20年（1643年）8月31日 - 竹千代（のちの将軍徳川家綱）付きとなり、三丸番を務める
- 寛永20年（1643年）12月18日 - 知行230石を蔵米230俵に改められる
- 慶安3年（1650年）8月23日 - 西丸広敷番頭となる。のち本丸に異動
- 万治2年（1659年）12月24日 - 200俵加増される（都合430俵）
- 寛文6年（1666年）3月24日 - 高齢のため辞職。寄合となる
- 貞享2年（1685年）7月11日 - 致仕。同日、孫の時憲が家督を継ぐ
- 貞享3年（1686年）閏3月6日 - 死去。享年92。月桂寺に葬られる。法名、桃林院殿沢翁孫柳居士

## 系譜
- 父：柳沢信俊（1548-1614）
- 母：石原昌明娘
- 室：窪嶋孫兵衛娘
  - 長男：柳沢信安（1619-1670）
  - 次男：柳沢吉次（?-1664）
  - 四男：柳沢信花（?-1683）
- 生母不明の子女
  - 男子：柳沢安冶